# Maizuru (Kioto)
Maizuru (舞鶴市 Maizuru-shi?) es una ciudad japonesa de la prefectura de Kioto, en la costa del mar del Japón.
En 2008 la ciudad tiene una población estimada de 89.626 personas, con una densidad de 264 personas por km². El área total es de 342,15 km².
La ciudad fue fundada el 27 de mayo de 1943.

## Historia

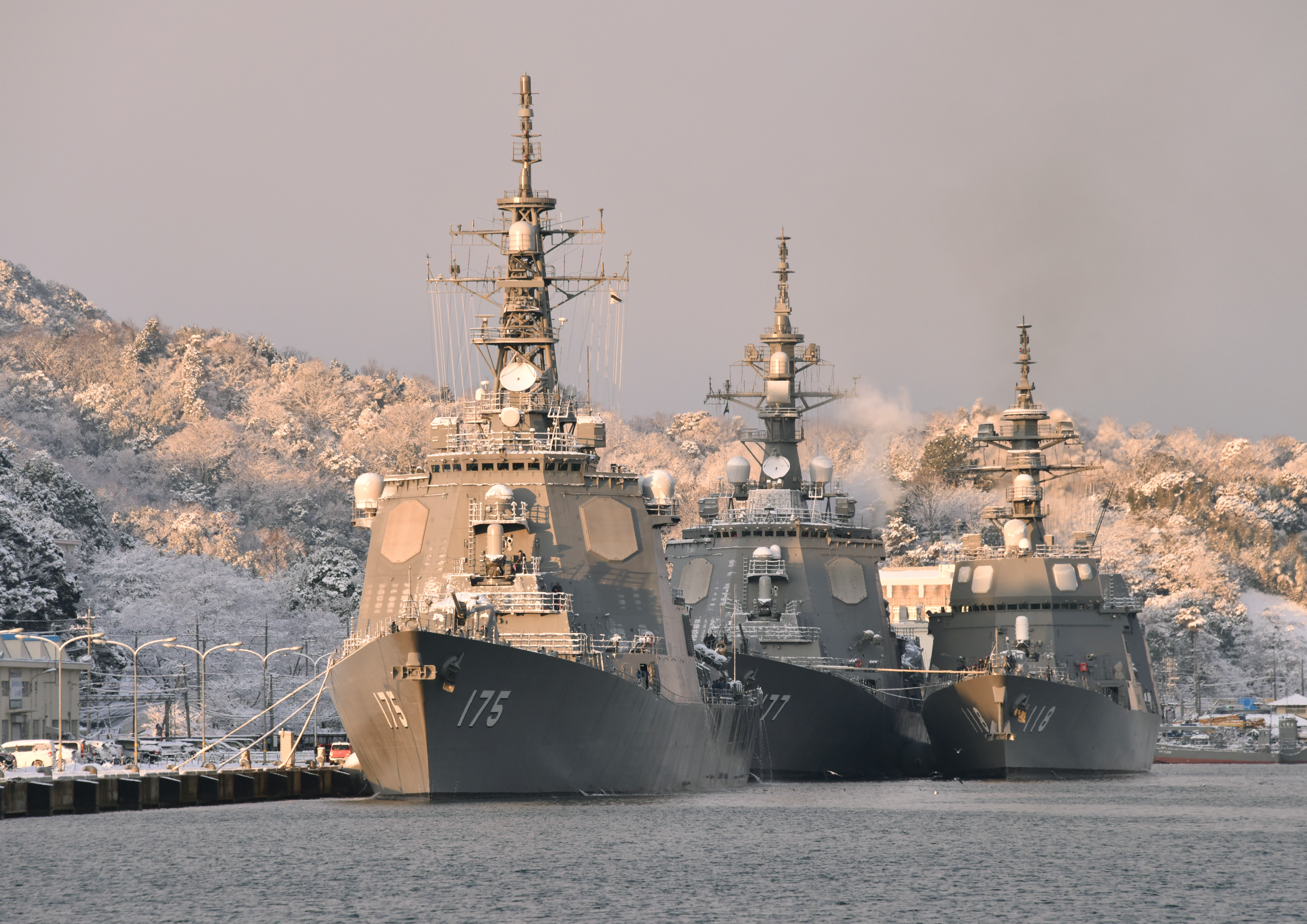
Puerto de Maizuru.

El crecimiento de la ciudad se incrementó en gran medida tras la creación de las instalaciones portuarias y astilleros. Durante la Guerra Ruso-Japonesa gran cantidad de navíos estaban basados ahí, debido a la proximidad del Mar del Japón. Tras la Segunda Guerra Mundial Maizuru se convirtió en uno de los principales puertos de recepción de personal militar japonés repatriado. En la actualidad es una de las principales bases de la Fuerza Marítima de Autodefensa.
 
Maizuru está hermanada con la ciudad inglesa de Portsmouth y la rusa de Najodka, siendo este último el primer caso de hermanamiento entre una ciudad japonesa y otra rusa, acaecido en 1961.